# Altho
Pour l’article ayant un titre homophone, voir Alto.
Altho est une entreprise française spécialisée dans la fabrication et la commercialisation de chips de pomme de terre, fondée en 1995. 

## Historique
L'entreprise est fondée en 1995 par Alain Glon.
En 2006, l'usine Altho est certifiée International Food Standard.
En 2011, Brets lance son offre bio labellisée Agriculture biologique.
En 2013, Altho se lance dans la fabrication de chips de légumes. La même année, les chips au sel de Guérande certifiées Agriculture biologique sont élus meilleure nouveauté Produit en Bretagne.
Altho construit une seconde usine au Pouzin en Ardèche, la production débute en avril 2014 pour renforcer sa présence commerciale dans le sud de la France,.
En 2015, les chips aux légumes reçoit le prix de la « Meilleure Nouveauté Produit en Bretagne » pour .
Le packaging « Party Pack » remporte l'Oscar de l'emballage 2017, organisés par Infopro, dans la catégorie « consommation » en fonctionnalité d'usage.

En 2021, les chips au sarrasin, conçues avec le crêpier Bertel, reçoivent le prix « meilleure nouveauté Produit en Bretagne ».

Logo des chips Bret's

En 2022, une polémique a lieu à cause de l'éclairage en permanence de l'usine de Pouzin qui perturberait les chauve-souris et contribuerait à la prolifération de papillons nuisibles aux cultures alentour.
En 2024, la société emploie plus de 450 salariés et réalise un chiffre d'affaires annuel de 310 millions d'euros,.
En 2025, l'entreprise commercialise ses produits principalement sous marques de distributeur, et dispose également de sa marque, et posséderait 47% des parts de marché des chips en France.

## Produits
L'entreprise est la première à avoir proposé des chips aromatisées,,.